# 2 automnes 3 hivers
2 automnes 3 hivers è un film del 2013 diretto da Sébastien Betbeder.
È stato presentato al Festival di Cannes 2013 nella programmazione de l'Association pour le cinéma indépendant et sa diffusion.

## Trama
Stanco del proprio lavoro dove non riesce a fare carriera, una mattina Arman decide di fare jogging al Parc des Buttes-Chaumont e lì incontra Amélie. Dopo che Arman viene accoltellato mentre difende Amélie durante un'aggressione, tra i due nascerà una storia d'amore.

## Produzione
Girato con un budget di 400.000 dollari, il film ne ha incassati ai botteghini 350.000.

## Critica
Jordan Mintzer di The Hollywood Reporter lo ha definito un "genere drammatico di basso profilo" e un "eccentrico indie francese che ottiene più stile e sfacciataggine che abilità di narrazione, [...] Con performance accattivanti e immagini astute in 16mm, ma anche un po 'troppe strizzatine d'occhio alla telecamera, questa selezione della Cannes ACID sidebar dovrebbe vedere un festival aggiuntivo e un'opera d'arte di nicchia".
Ronnie Scheib di Variety ha commentato che "Nel giocosamente artistico 2 automnes 3 hivers di Sebastien Betbeder, tre protagonisti offrono riff consapevoli di ogni loro pensiero e azione, rivolgendosi direttamente alla telecamera per descrivere eventi passati, avvenimenti presenti o cosa sta per succedere. si verificano momentaneamente. Azioni banali, scambi banali ed eventi che alterano la vita subiscono tutti la stessa alchimia letteraria, creando un senso di complicità concreto, simile a Woody Allen con lo spettatore. Mantenendo una distanza perplessa, a volte comica, Betbeder traccia come il caso si cristallizza nella biografia mentre i suoi personaggi attraversano le stagioni dei titoli, con risultati che delizieranno alcuni e alieneranno altri."
Mike Russell di The Oregonian ha dato un voto 'B' dicendo "[una] buona quantità di cose traumatiche accadono in 2 automnes 3 hivers [...] ma la storia d'amore seria-comica francese dello scrittore / regista Sébastien Betbeder sembra ancora leggera (o emotivamente distante, dipendente), grazie alla raffica di tic stilistici del film."

## Versione corta
Esiste anche una versione corta del film della durata di 38 minuti intitolata Arman hors saison e realizzata per Arte ed una versione radiofonica trasmessa su France Culture nel gennaio 2014.